# Opsius discessus
Opsius discessus är en insektsart som beskrevs av Géza Horváth 1911. Opsius discessus ingår i släktet Opsius och familjen dvärgstritar. Inga underarter finns listade i Catalogue of Life.